# Hemiercus modestus
Hemiercus modestus là một loài nhện trong họ Theraphosidae.
Loài này thuộc chi Hemiercus. Hemiercus modestus được Eugène Simon miêu tả năm 1889.